# Casa Ribes
La casa Ribes és la que el mateix autor es construeix a la platja de les Arenes del barri del Cabanyal (València). Se situa en el número 93 del carrer Eugènia Viñes, ocupant una de les parcel·les longitudinals que caracteritzen la trama dels poblats marítims. Té, en aquest cas, façana a l'est, cap al mar, recollint molts dels elements característics dels denominats xalets d'aquesta zona.
Es va construir el 1919, segons projecte del mateix Demetri Ribes i Marco. Consta de tres plantes, baixa més dues, destinades a albergar la casa familiar, en una característica definició del volum mitjançant entrants i sortints de l'alineació de façana.

## Descripció
El projecte s'ajusta a la pràctica tradicional d'aquestes cases al costat de la platja, si bé conté una cuidada distribució pel que a l'aprofitament interior es refereix. En planta baixa disposa els espais de dia de l'habitatge, i en la primera planta les habitacions. Culmina amb una última planta reduïda i una torre miramar.
Inclou detalls en la distribució que suposen un avançament respecte a l'arquitectura de la seua època. Com és disposar l'escala o el bany en el centre de la parcel·la, alliberant les façanes davantera i posterior per a peces de major importància. La planta baixa disposa d'un ampli accés que dona directament a l'espai protagonista de la casa. Superant l'escala es troben altres dependències i la cuina, que donen al pati posterior. En planta primera, aquesta situació central de l'escala permet disposar de dues habitacions per façana. En els dos nivells situa, enfront d'aquelles, sengles terrasses sobre la planta baixa. Únicament és en la façana principal on la terrassa, i el gran mirador que la caracteritza, volen en un element sostingut per dues columnes que fan de pòrtic a l'accés.
La façana es caracteritza per la singular definició volumètrica. De l'alineació de façana sorgeix, sobre dues columnes en planta baixa, una gran terrassa en planta primera que conté en l'interior un mirador de planta quadrada i totalment envidrat, i és aquest l'element més significatiu de l'edifici, el seu senyal d'identitat. La segona planta queda clarament entreguardada, deixant en façana la petjada d'un pòrtic exempt.
Culmina tot el conjunt la presència del miramar, peça arquitectònica de gran tradició a la ciutat. Fins i tot en el centre de la ciutat es poden trobar encara antigues cases senyorials que contenien aquest element arquitectònic. Amb la densificació del centre urbà, aquesta construcció tradicional ha quedat relegada als poblats marítims, on són moltes les cases construïdes al segle xix en les quals es pot trobar. En aquest sentit, amb la seua inclusió, Ribes s'adscriu al més exhaustiu respecte de les tradicions de la seua terra.
Manté, igualment, l'estructura tradicional de les cases populars, amb la disposició de l'habitatge "a dues mans", que és reflectida en façana. Ribes continua amb aquesta pràctica, i introdueix novetats volumètriques de miradors i terrasses. De la mateixa manera, apareix la tradicional porta gran en planta baixa custodiada per sengles finestres d'esvelta proporció. Aquesta centralitat i simetria és continuada fins a la planta primera. La torre miramar, per la seva banda, es troba descentrada en la façana, com certa reacció sobtada davant tanta tradició.
Com a singularitat presenta la disposició en terrasses ja assenyalada, i el gran mirador que s'erigeix en protagonista de l'edifici. La decoració que aplica es distancia ja del modernisme més florit i detallista, deixant-se ordenar per línies rectes més properes al latent racionalisme. L'horitzontalitat de cornises i la verticalitat dels buits creen l'únic ritme llegible en façana. Ja en planta, introdueix la corba com a solució a entrants i sortints, un altre gest avançat que serà característic de l'últim racionalisme. La tanca de l'edifici és semblant a la de l'estació del Nord, del mateix arquitecte.